# Die Verfemte
Die Verfemte ist eine Erzählung von Gertrud von le Fort, die 1953 bei Ehrenwirth in München erschien.

## Inhalt
Nach dem Kriege erinnert sich die Erzählerin an eine Begebenheit aus ihrer Jugendzeit. Anno 1913 hatte sie – 17-jährig – Verwandte auf dem Gut Golzow bei Mellin in Brandenburg aufgesucht. In ihrer jugendlichen Neugier hatte sich die Erzählerin für das Schicksal von Anna Elisabeth von Golzow, einer 1654 geborenen und 1675 verwitweten Ahnfrau des märkischen Adelsgeschlechts derer von Golzow, brennend interessiert und war auf den Widerstand ihres Onkels gestoßen. Von der Cousine Barbara und deren halbwüchsigen Bruder Hans-Jeskow erhält die Erzählerin zum Schicksal der missliebigen Ahnin nur spärlich Auskunft.
Doch die Chronika, ein verarmtes adeliges altes Fräulein, kommt aus der benachbarten Kreisstadt und erzählt der Erzählerin die Geschichte der verfemten Ahnfrau Anna Elisabeth.
Kurz nach der Schlacht bei Fehrbellin rettet Anna Elisabeth einem flüchtenden schwedischen Kornett das Leben. Die erbitterten Knechte auf Gut Golzow wollen den zu Tode Erschöpften erschlagen. Anna Elisabeth stellt sich den Knechten entgegen. Diese können keinerlei Verständnis für das Auftreten der Herrin aufbringen. Könnte doch der blutjunge Schwede den im Krieg gefallenen Gatten der Herrin auf dem Gewissen haben. Anna Elisabeth versorgt den Schweden und stößt auch auf den Widerstand der alten Magd Stina. Der „Landesfeind“ müsse aus dem Hause, bevor die Soldaten des Kurfürsten anrücken. Zudem erwartet Anna Elisabeth ihr erstes Kind. Stina meint, der „verdammte“ Schwede im Hause einer Schwangeren werde dem ungeborenen Kind Unglück bringen. Anna Elisabeth lässt sich nicht beirren. Hat sie doch der um sein Leben flehende Schwede – angesichts ihres gesegneten Leibes – als Erster mit dem Namen Mutter angerufen. Auf Stina, die, wie alle Knechte, den Tod des verhassten Feindes will, ist kein Verlass. Anna Elisabeth führt den jungen Schweden selbst den gefahrvollen Pfad übers Moor bis an das Lager der geschlagenen Schweden heran. Für den Hochverrat soll Anna Elisabeth vor ein Kriegsgericht gestellt werden. Der Große Kurfürst, ob seines kürzlichen Sieges über den Feind milde gestimmt, schlägt den Prozess nieder. Wochen später schenkt Anna Elisabeth einem Jungen das Leben. Die Familie verfemt die junge Mutter. Ihr Bildnis wird aus der Ahnengalerie entfernt.
Jahrzehnte nach jenem eingangs aufgeführten schönen Feriensommer 1913 – der Zweite Weltkrieg ist längst vorbei – trifft die Erzählerin ihre Verwandten Barbara und Hans-Jeskow als verarmte Flüchtlinge in München. Die Golzower klagen nicht über den verlorenen Besitz. 1945 konnten sie vor dem anrückenden Feind auf jenem Schwedensteg, den Anna Elisabeth im 17. Jahrhundert nahm, fliehen. Zwar ist Preußen untergegangen, doch Barbara, Hans-Jeskow und deren Nachfahren leben. Die Dorfleute in Golzow meinen, Anna Elisabeth geistere noch durch die Räume ihres Hauses. Hans-Jeskow glaubt, die Menschlichkeit, so wie die der Ahnfrau Anna Elisabeth, ist es, die als einzige alle Fährnisse der Weltgeschichte unauslöschlich überdauere.

## Form
Nicht Belegbares aus dem 17. Jahrhundert wird auch als Vermutung – teilweise in mehreren Varianten – hingestellt.
Der nächtliche Gang Anna Elisabeths mit dem jungen Schweden ist der erzählerische Höhepunkt – eine Meisterleistung: Die herbe Lieblichkeit der sommerlichen märkischen Landschaft ist förmlich einatembar. Auch sonst findet die Erzählerin bemerkenswerte Bilder von konziser Schönheit.

## Rezeption
Meyerhofer sieht die Geschichte von der Anna Elisabeth gleichsam als ein Hohelied auf die Mütterlichkeit.